# Limone (geometria)

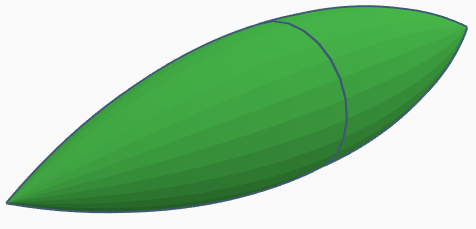
Un limone.

In geometria, un limone è una superficie di rotazione ottenuta dalla rivoluzione di un arco circolare sotteso da un angolo al centro inferiore a 180° attorno a un asse passante per le estremità dell'arco stesso. Di contro, la superficie ottenuta dalla rotazione dell'arco complementare al suddetto angolo attorno al medesimo asse è detta mela.

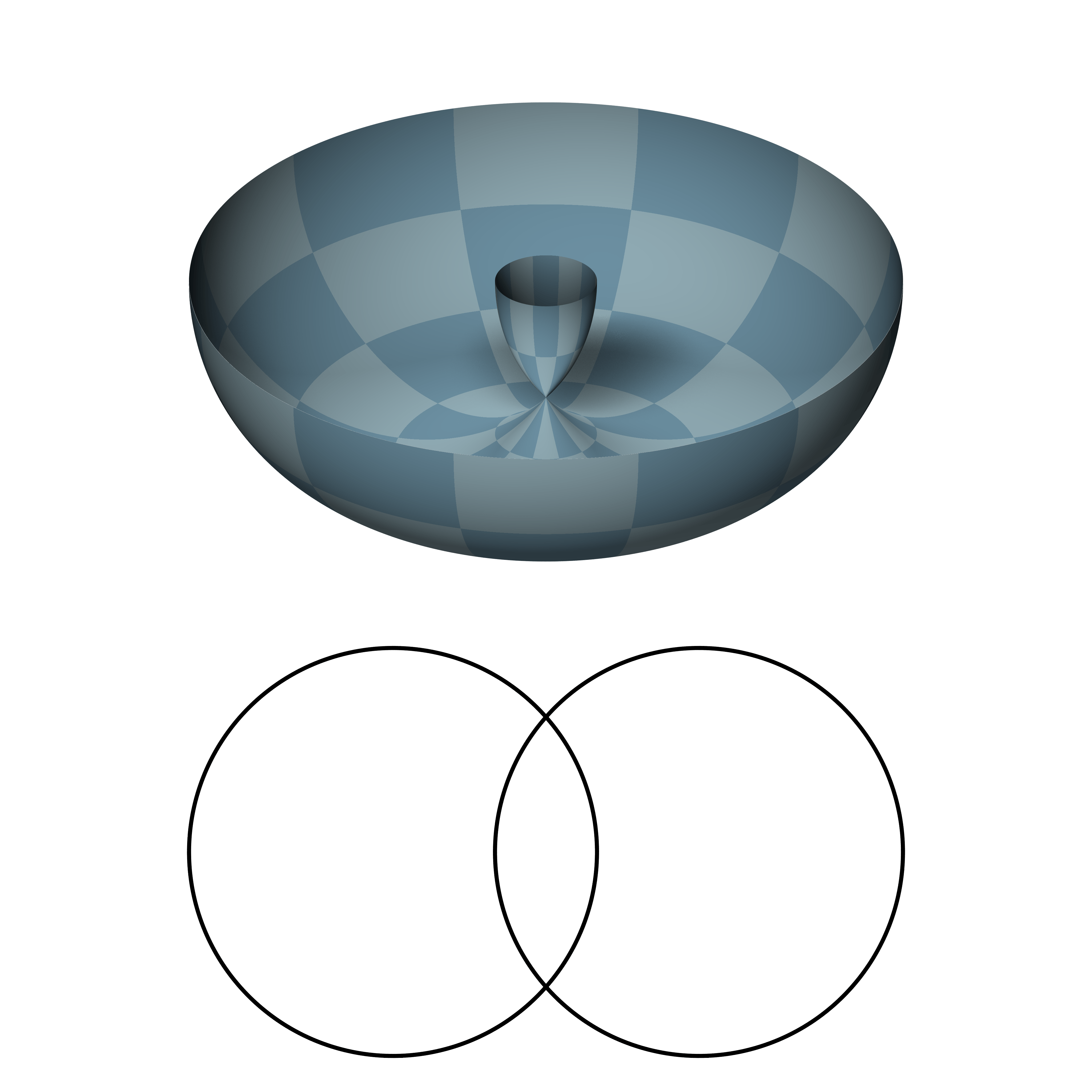
L'immagine nella parte superiore mostra un toro autointersecante tagliato a metà longitudinalmente.
L'immagine nella parte superiore mostra invece una vista in sezione di un toro autointersecante e consente di notare come la sezione di un limone sia una lente.

Le due forme unite assieme formano un cosiddetto toro autointersecante, ossia un toro generato dalla rivoluzione di una circonferenza intorno a un asse ad essa complanare e secante, laddove il limone costituisce la superficie interna del toro e forma il confine di un insieme convesso.

## Area e volume
Dato un limone generato dalla rotazione di un arco circolare di raggio {\displaystyle R} e angolo al centro {\displaystyle \phi } inferiore a {\displaystyle \pi } attorno a una corda, e definendo l'angolo {\displaystyle \phi _{m}} come angolo di ampiezza pari a metà dell'angolo al centro, la sua area è da:
{\displaystyle A=2\pi R^{2}\int _{-\phi _{m}}^{\phi _{m}}(\cos \phi -\cos \phi _{m})d\phi }
mentre è il suo volume è dato da:
{\displaystyle V=\pi R^{3}\int _{-\phi _{m}}^{\phi _{m}}(\cos \phi -\cos \phi _{m})^{2}\cos \phi d\phi }
Risolvendo analiticamente i due integrali sopra scritti si ha:
{\displaystyle A=4\pi R^{2}(\sin \phi _{m}-\phi _{m}\cos \phi _{m})}
{\displaystyle V={\tfrac {4}{3}}\pi R^{3}\left[\sin ^{3}\phi _{m}-{\tfrac {3}{4}}\cos \phi _{m}(2\phi _{m}-\sin 2\phi _{m})\right]}
Le stesse espressioni di area e volume sono valide anche per la mela ottenuta dalla rotazione dell'arco complementare all'arco sopra considerato avente quindi un angolo al centro maggiore di {\displaystyle \pi }.